# Ökodesign-Anforderungen für Leistungstransformatoren

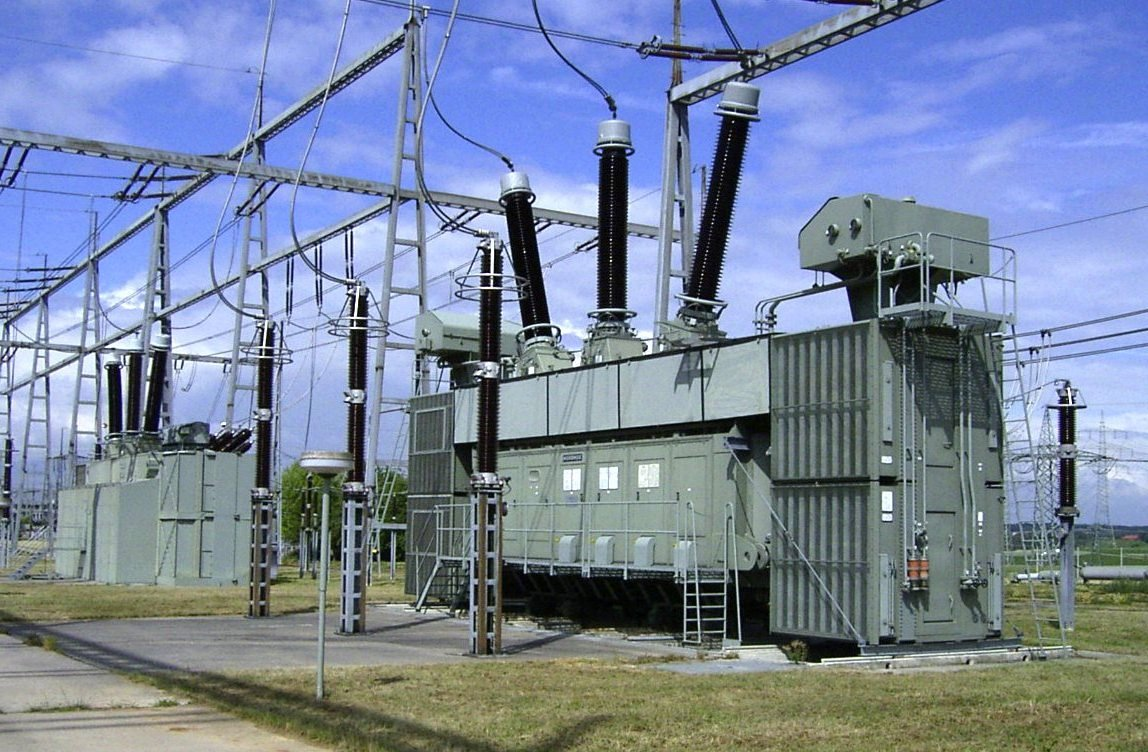
Leistungstransformator

Ökodesign-Anforderungen für Leistungstransformatoren wurden definiert mit Verordnung (EU) Nr. 548/2014 der Kommission vom 21. Mai 2014 zur Umsetzung der Richtlinie 2009/125/EG des Europäischen Parlaments und des Rates hinsichtlich Kleinleistungs-, Mittelleistungs- und Großleistungstransformatoren. Die Basis für diese Verordnung ist die Ökodesign-Richtlinie 2009/125/EG, die Anforderungen an die umweltgerechte Gestaltung „energieverbrauchsrelevanter Produkte“ (englisch energy-related products, ErP) im gemeinsamen Binnenmarkt der Europäischen Union festlegt. 
Mit der Verordnung traten Anforderungen an Leistungstransformatoren in Kraft, die in Abhängigkeit von deren Bauart und Nennleistung entweder maximal zulässige Kurzschluss- und Leerlaufverluste vorschreiben oder wenn bestimmte Kriterien erfüllt sind, Mindestanforderungen an die Energieeffizienz geben. Außerdem wurden Anforderungen an Produktinformationen und zu Leistungstransformatoren zugehörige technische Unterlagen definiert.
Im Juli 2024 wurde die Richtlinie 2009/125/EG mit Verordnung (EU) 2024/178 aufgehoben. Nach Verordnung (EU) 2024/178 §79 blieben unter anderem Leistungstransformatoren davon ausgenommen.

## Gegenstand und Geltungsbereich
Die Anforderungen gelten für Leistungstransformatoren mit einer Nennleistung von mindestens 1 kVA, die bei 50 Hz Netzfrequenz in Stromnetzen zur Übertragung und Verteilung oder in der Industrie verwendet werden.
Bereits die Urfassung der Verordnung (2014/548) schloss die Anwendung der Verordnung für diverse Sonderfälle von Verwendungsarten aus:
- Messwandler
- Transformatoren, deren Unterspannungswicklungen Gleichrichter speisen (z. B. Gleichrichtertransformatoren nach EN 61378)
- Transformatoren, die direkt einen Ofen speisen (z. B. Lichtbogenofentransformatoren)
- Transformatoren für Offshore-Anlagen (z. B. Transformatoren auf Offshore-Plattformen in Offshore-Windparks)
- Eigens für den Notfallbetrieb ausgelegte Transformatoren
- Transformatoren und Spartransformatoren zur Speisung von Eisenbahnen
- Erdungstransformatoren
- Transformatoren zur Speisung von Schienenfahrzeugen, die direkt als Fahrzeugtransformatoren verbaut sind oder die ortsfest verbaut sind und über einen Umformer Wechselstrom- oder Gleichstrom-Oberleitungen speisen (siehe Oberleitungsinselanlage)
- Anfahrtransformatoren
- Prüftransformatoren
- Schweißtransformatoren
- Transformatoren für die Verwendung unter Tage und im Explosionsschutz-Bereich
- Transformatoren für Unterwasseranwendungen
- Transformatoren für das Umspannen zwischen Mittelspannungsebenen und bis zu 5 MVA Nennleistung
- Grenzleistungstransformatoren, für die es nachweislich aufgrund ihrer Baugröße keine technischen Alternativen gibt, um die geforderte Mindestenergieeffizienz zu erfüllen (siehe auch Transport von Leistungstransformatoren)
- Grenzleistungstransformatoren, die Bestandstransformatoren an dem gleichen Standort gleichwertig ersetzen sollen, wenn die Erfüllung der Mindestenergieeffizienzanforderungen zu unverhältnismäßig hohen Kosten bei Transport und Montage führen würden

Die aktualisierte Fassung der Verordnung (2019/1783) enthält weitere Differenzierungen zu den Ausschlüssen. Dass bestimmte Transformatorarten von der Verordnung ausgeschlossen sind, nimmt Käufer und Verkäufer von Transformatoren nicht die Freiheit, dennoch Effizienzvereinbarungen zu treffen, die die Anforderungen der Verordnung erfüllen oder übererfüllen. Von den Ausschlüssen unberührt bleiben die Anforderungen an die Produktinformationen und die technischen Dokumente.

## Ökodesign-Anforderungen
In der Verordnung sind Begriffe von Transformatorkategorien in Abhängigkeit ihrer Bauart (z. B. Trocken- oder Öltransformator) und Nennleistung definiert. Je nach Transformatorart, Nennleistung oder Bemessungsspannung werden entweder maximal zulässige Leerlauf- und Kurzschlussverluste definiert oder Mindestwerte für zu erreichende Maximalwirkungsgrade vorgegeben. Die Verordnung gibt auch eine Berechnungsformel zur Berechnung des Maximalwirkungsgrades eines Transformators vor, in die Nennleistung, Verluste und elektrischer Eigenbedarf der Kühlanlage des Transformators eingehen.